# 프리즘☆박스
프리즘☆박스는 2013년에 데뷔한 일본의 걸그룹이다.

## 음반
- RainBow×RainBow (2013)
- ハッピースター☆レストラン (2014)
- ずっとも！Zoo (2014)
- キラキランウェイ☆ (2014)